# 索比切韋
51°48′59″N 33°41′38″E / 51.81639°N 33.69389°E
索比切韋（烏克蘭語：Собичеве）是位於烏克蘭東北部的村莊，由蘇梅州紹斯特卡區的紹斯特卡市鎮負責管轄。該村處於紹斯特卡河左岸，分別距離奧利內4.5公里和馬科韋5公里，海拔高度163米，2001年人口641。